# Trichomanes pilosum
Trichomanes pilosum är en hinnbräkenväxtart som beskrevs av Giuseppe Raddi. Trichomanes pilosum ingår i släktet Trichomanes och familjen Hymenophyllaceae. Inga underarter finns listade.